# یوتا¹ کژدم
یوتا¹ کژدم یک ستاره است که در صورت فلکی کژدم قرار دارد.